# Sikamikanico
Sikamikanico es una canción de la banda estadounidense Red Hot Chili Peppers, realizada durante la grabación de su álbum de 1991 Blood Sugar Sex Magik. No fue incluida en el disco, sino que fue lanzada como lado B del sencillo "Under the Bridge".
John Frusciante toca un riff rápido durante la canción y se destaca una batería fuerte de Chad Smith.
Ha sido tocada una vez en vivo, en el festival de música "Rock in Rio" el 3 de octubre de 2019 siendo su primera y única vez. 

## Soundtrack
«Sikamikanico» aparece en la banda sonora de la película Wayne's World, de 1992.
En 1994 la canción fue incorporada en el disco recopilatorio de Red Hot Chili Peppers Live Rare Remix Box.